# Jordyn Huitema
Jordyn Pamela Huitema (Chilliwack, 8 de maio de 2001) é uma futebolista canadense que atua como atacante na Divisão 1 da  Liga Francesa Feminina, no Olympique Lyonnais e na seleção canadense. Tendo marcado o seu primeiro golo pela selecção nacional aos 16 anos, tornou-se na melhor marcador canadiana na história da UEFA Women's Champions League antes de completar 20 anos e foi nomeada herdeira potencial da lenda canadiana Christine Sinclair.

## Infância
Huitema nasceu em Chilliwack, British Columbia. Ela começou a jogar futebol aos quatro anos de idade no Chilliwack FC.  Ela frequentou o ensino médio na Rosedale Middle School em Chilliwack. Seu irmão Brody era membro do programa Vancouver Whitecaps Residency e tocava na Duke University. Seu irmão, Trent Huitema, jogou hóquei no gelo na Saskatchewan Junior Hockey League para os Humboldt Broncos.

## Carreira de jogadora

### Clube
Huitema assinaria com o TSS FC Rovers da Women's Premier Soccer League para a temporada de 2018.
Em 23 de julho de 2018, foi anunciado que Huitema jogaria com o PSG Féminines durante a Copa dos Campeões Internacionais Femininos (WICC) de 2018. Ela não assinou contrato profissional com a equipe, permitindo-lhe manter a elegibilidade para a faculdade. Ela começou pelo PSG durante o amistoso de pré-temporada contra o Manchester City Women, no dia 24 de julho, em Portland. Huitema também estava na escalação inicial para a semifinal do PSG na Copa dos Campeões Internacionais, onde perderam por 2 a 1 para o North Carolina Courage.
Em 24 de janeiro de 2019, Huitema anunciou que abandonaria a faculdade e se tornaria profissional. Em 17 de maio de 2019, o PSG confirmou que Huitema havia assinado um contrato de quatro anos com o clube.

### Internacional

#### Times juvenis
Huitema fez sua primeira aparição júnior pelo Canadá com a seleção nacional de sub-15 em 7 de agosto de 2014 contra Porto Rico, em uma vitória por 5-0 no Campeonato Feminino Sub-15 da CONCACAF. Os canadenses iriam ganhar a edição inaugural do torneio em uma disputa de pênaltis, com Huitema marcando o gol da vitória. Ela faria mais 10 aparições pelo time sub-15. A estreia de Huitema pela equipe sub-17 ocorreu em 3 de março de 2016 no Campeonato Feminino Sub-17 da CONCACAF, com uma vitória por 3 a 0 sobre a Guatemala. Huitema disputou a Copa do Mundo Feminina Sub-17 da FIFA 2016. Lá, ela marcou seu primeiro gol nas competições da FIFA na vitória por 3–2 sobre Camarões. Ela fez mais 7 partidas pela equipe sub-17. Em 6 de julho de 2017, Huitema fez sua primeira aparição pela equipe sub-20, marcando um gol na vitória por 4 a 1 sobre os Estados Unidos. Depois de marcar em uma derrota por 3-1 para a China em uma partida de sub-17 em 12 de julho de 2017, Huitema se tornou a primeiro canadense a marcar para a seleção nacional sub-17, sub-20 e sênior no mesmo ano. Em 2017, ela foi eleita a Melhor Jogadora do Ano do Canadá Sub-17 por suas atuações nas seleções Sub-17, Sub-20 e sênior ao longo do ano. Em 12 de janeiro de 2018, Huitema foi nomeada para a equipe canadense para o Campeonato Sub-20 Feminino da CONCACAF 2018 em Trinidad e Tobago. No primeiro jogo do torneio, Huitema marcou duas vezes na vitória por 3 a 1 sobre a Costa Rica. No segundo jogo, Huitema marcou um hat-trick na vitória por 4 a 1 sobre os anfitriões Trinidad e Tobago, que garantiu o avanço do Canadá para as semifinais. Ela jogaria 66 minutos em uma vitória por 4-0 sobre o Haiti, que resultou na vitória do Canadá em seu grupo. Nas semifinais contra o México, Huitema jogou o jogo completo em um empate 1-1. O Canadá perderia a partida por 4–3 nos pênaltis nos quais Huitema viu sua tentativa ser salva. O Canadá precisaria de uma vitória sobre o Haiti na partida pelo terceiro lugar para se classificar para a Copa do Mundo Feminina Sub-20 da FIFA na França no final do ano. O Canadá perderia a partida por 1 a 0 e não se classificaria para a Copa do Mundo Sub-20. Huitema foi a artilheira do torneio com cinco gols e foi eleita para o melhor XI do campeonato.

#### Equipe sênior
A estreia na selecção principal aconteceu a 8 de março de 2017, na final da Taça Algarve 2017 frente à Espanha. A internacionalização fez dela a terceira jogadora mais jovem a disputar uma partida pela seleção principal. Seu primeiro gol pela equipe sênior foi em 11 de junho de 2017, em um amistoso contra a Costa Rica no BMO Field, em Toronto. O resultado fez dela a segunda artilheira mais jovem da história da seleção nacional. Ela marcaria um segundo gol menos de um minuto depois. Huitema recebeu uma convocação da seleção nacional para uma série amistosa de dois jogos contra os Estados Unidos em 9 e 12 de novembro de 2017. Ela veio para o primeiro jogo como substituta aos 90 minutos para Janine Beckie no BC Place em Vancouver. Em fevereiro de 2018, Huitema foi convocada para a seleção canadense para a Copa do Algarve 2018 pelo novo técnico Kenneth Heiner-Møller. Huitema começaria a segunda partida do Canadá contra a Rússia, empatando um pênalti no primeiro tempo que foi convertido pela capitã Christine Sinclair, o único gol na vitória por 1-0.
Em 25 de maio de 2019, ela foi nomeada na equipe para a Copa do Mundo Feminina FIFA 2019.

## Estatísticas de carreira

### Clube
Atualizado a 30 de janeiro de 2021.
| Clube               | Época          | Liga               | Liga  | Liga | Copa  | Copa | Continental | Continental | Outro | Outro | Total | Total |
| Clube               | Época          | Divisão            | Jogos | Gols | Jogos | Gols | Jogos       | Gols        | Jogos | Gols  | Jogos | Gols  |
| ------------------- | -------------- | ------------------ | ----- | ---- | ----- | ---- | ----------- | ----------- | ----- | ----- | ----- | ----- |
| Paris Saint-Germain | 2019-20        | Divisão 1 Féminine | 11    | 1    | 3     | 0    | 4           | 4           | 1     | 0     | 19    | 5     |
| Paris Saint-Germain | 2020–21        | Divisão 1 Féminine | 8     | 2    | 1     | 0    | 2           | 2           | 0     | 0     | 11    | 4     |
| Carreira total      | Carreira total | Carreira total     | 19    | 3    | 4     | 0    | 6           | 6           | 1     | 0     | 30    | 9     |

## Vida pessoal
Ela tem um relacionamento com o canadense Alphonso Davies, que joga pelo FC Bayern Munich, desde setembro de 2017.

## Honras

### Individual
- Melhor XI no Campeonato Feminino Sub-15 da CONCACAF: 2016[48]
- Canadá U17 Jogadora Feminina do ano: 2017
- Jogadora mais promissora do Vancouver Whitecaps FC - Feminino: 2017[49]
- Melhor XI no Campeonato Sub-20 Feminino da CONCACAF: 2018[32]
- Chuteira de Ouro no Campeonato Feminino Sub-20 da CONCACAF: 2018[33]
- Chuteira de Ouro na Qualificação Olímpica Feminina da CONCACAF: 2020
- Melhor XI na Qualificação Olímpica Feminina da CONCACAF: 2020